# Е-гривня
Е-гривня — перспективна цифрова валюта центрального банку на основі технології блокчейн, пілотний проєкт якої було протестовано НБУ у 2018—2019 роках. Серед переваг: можливість здешевлення вартості безготівкових операцій шляхом відмови від еквайрингової комісії, а також зміцнення довіри населення до ринку фінансових послуг.
Проведення відкритого тестування електронної е-гривні, згідно з повідомленням НБУ, сплановане на 2025 рік. Це означає, що кожен охочий зможе скористатися електронною формою української валюти.

## Історія
Перші кроки щодо запровадження цифрової гривні було зроблено у 2016 році, метою дослідження було вивчення можливостей НБУ зі створення робочого рішення для використання цифрової валюти.
Вперше інформацію про можливість запровадження е-гривні було поширено НБУ наприкінці 2017 року. НБУ підкреслював, що він не ставить за мету створення ще однієї криптовалюти, а питання її емісії (централізоване чи децентралізоване) залежить від цільової моделі, яка буде обрана після тестування.

## Пілотний проєкт
2018 року НБУ провів закритий пілотний проєкт з тестування можливості використання е-гривні для проведення розрахунків. Проєкт передбачав упровадження платформи «Електронна гривня», випуск в обіг обмеженої кількості е-гривні та тестування операцій з її використанням працівниками НБУ та компаній — учасників проєкту. Проєкт тривав з лютого по грудень 2018 року, за час його роботи було емітовано еквівалент 5443 гривень. Партнерами у тестуванні виступили компанії Deloitte, UAPAY, Attic Lab та Paycell, а також представники Світового банку. Учасниками робочих груп було відкрито 121 е-гаманець.
Під час тестування доступ до гаманців здійснювався через мобільний додаток «Е-гривня» для смартфонів. В ході пілотного проєкту були протестовані різні операції, зокрема:
- створення користувачами е-гаманців та їхнє поповнення е-гривнею,
- зворотний обмін на звичайні гривні,
- Р2Р-перекази між користувачами,
- перекази на рахунок благодійної допомоги воїнам Операції об'єднаних сил,
- торговельні операції, зокрема поповнення балансу мобільного телефону[9].

Увесь обсяг випущеної е-гривні обліковувався регулятором у складі грошового агрегату М0.
У лютому 2023 року в Мінцифри оголосили про плани на запуск проєкту 2024 року на основі технології Stellar.

## Результати
Відповідно до висновків НБУ, пілотний тест е-гривні показав такі основні результати:
- е-гривня може стати альтернативою  засобам, що існують та інструментам роздрібних платежів — готівці, платіжним дорученням, платіжним карткам та електронним грошам;
- е-гривню можна віднести до категорії «підривних інновацій»;
- подальший розвиток е-гривні може передбачати повну або часткову ідентифікацію користувача відповідно до принципу «знай свого клієнта» (know your client);
- у разі впровадження е-гривні за централізованою моделлю НБУ виконуватиме невластиві для нього функції по роботі з фізичними особами;
- упровадження е-гривні неможливе без значних інвестицій та часу на модернізацію платіжної інфраструктури та популяризацію е-гривні як нового інструменту для населення з урахуванням вже наявних звичок споживачів;
- як платформа для випуску та обігу е-гривні може використовуватися технологія розподілених реєстрів (DLT, блокчейн);
- упровадження е-гривні потребуватиме законодавчого врегулювання;
- е-гривня на платіжному ринку України може працювати за однією з двох альтернативних верхньорівневих моделей (схем) взаємодії учасників: централізованою або децентралізованою[8].

НБУ продовжить вивчати можливість випуску е-гривні, зважаючи на одержані результати проєкту, сучасні потреби фінансового ринку і потенційний розвиток економіки. Разом з іншими учасниками українського платіжного ринку далі опрацьовуватимуться цільові бізнес-моделі е-гривні.